# Огюстен-Луї Коші
Огюсте́н Луї́ Коші́ (фр. Augustin Louis Cauchy; 21 серпня 1789, Париж — 23 травня 1857) — французький математик, член Паризької академії наук (1816), Петербурзької академії наук (1831).

## Біографія
Народився у Парижі. Першим його вчителем і вихователем був батько. Коші закінчив Політехнічну школу (1805–1807) і Школу мостів і шляхів (1810) у Парижі. Деякий час працював інженером шляхів сполучення, а з 1813 зайнявся наукою і викладанням. Його призначили членом Академії Наук замість Гаспара Монжа. У 1816 праця Коші з теорії хвиль на поверхні важкої рідини на конкурсі Паризької Академії наук одержала першу премію; після цього Коші запрошують у Політехнічну школу, Сорбонну і Колеж де Франс. У 1830—1838 Коші подорожував Європою, у Париж він повернувся в 1838, але через ворожість до нового режиму відмовився від пропонованих учених посад, не бажаючи складати присяги, поки йому не запропонують кафедру «без умов».

## Наукова діяльність

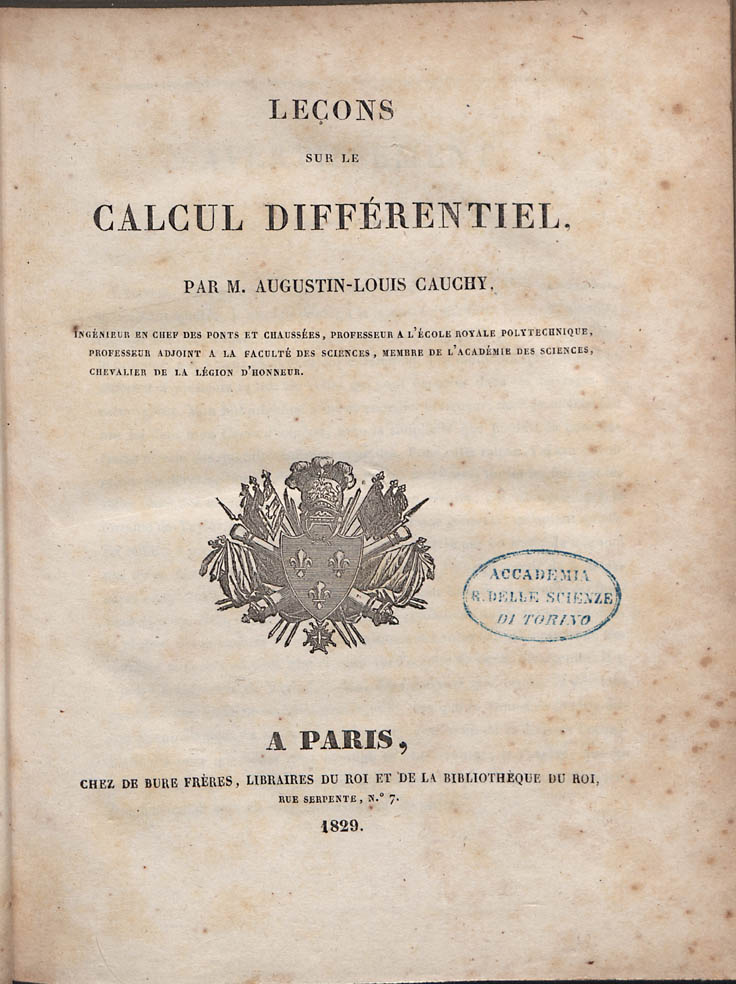
Leçons sur le calcul différentiel, 1829

Роботи Коші належать до різних областей математики. Були періоди, коли Коші щотижня представляв у Паризькій Академії наук нову працю. Усього ж він написав і опублікував понад 800 робіт з арифметики і теорії чисел, алгебри, математичного аналізу, диференціальних рівнянь, теоретичної і небесної механіки, математичної фізики тощо. Його «Курс аналізу» (1821), «Резюме лекцій числення нескінченно малих» (1823), «Лекції з додатків аналізу до геометрії» (1826—1828), засновані на систематичному використанні поняття границі, стали зразком для більшості пізніших курсів. У них він дав означення поняття неперервності функції, чітко побудував теорії збіжних рядів, (зокрема, вперше установив точні умови збіжності рядів Тейлора до даної функції і провів виразну межу між збіжністю цього ряду взагалі і збіжністю до даної функції; ввів поняття радіуса збіжності, довів теорему про добуток двох абсолютно збіжних рядів тощо), дав означення інтеграла як границі сум, довів існування інтегралів від неперервної функції. Великою заслугою Коші є те, що він розвив основи теорії аналітичних функцій комплексної змінної закладені ще в 18 столітті Л. Ейлером і Ж. д'Аламбером. Особливо велике значення мають такі результати, отримані Коші: геометричне представлення комплексної змінної як точки, яка переміщається в площині тим чи іншим шляхом інтегрування (цю думку ще раніш висловили К. Гаус і ін.); вираження аналітичної функції у вигляді інтеграла (інтеграл Коші), та розклад функції в степеневий ряд; розробка теорії лишків і її застосування до різних питань аналізу.
В області теорії диференціальних рівнянь Коші належать: постановка однієї з найважливіших загальних задач теорії диференціальних рівнянь (задача Коші), основні теореми існування розв'язку для випадку дійсних і комплексних змінних (для останніх він розвинув метод мажорант) і метод інтегрування рівнянь з частинними похідними 1-го порядку (метод Коші — метод характеристичних смуг).
У геометрії Коші узагальнив теорію багатогранників, дав новий спосіб дослідження поверхні 2-го порядку, досліджував дотичні, напрямні і квадратуру кривих, установив правила застосування аналізу до геометрії, а також рівняння площини і параметричне представлення прямої в просторі. Коші довів (1813), що два опуклі багатогранники з відповідно конгруентними й однаково розташованими гранями мають рівні двогранні кути між відповідними гранями.
В алгебрі він інакше довів основну теорему теорії симетричних багаточленів, розвив теорію визначників, знайшовши всі головні їхні властивості, зокрема теорему множення (причому Коші виходив з поняття знакозмінної функції). Цю теорему він поширив на матриці. Коші належать терміни «модуль» комплексного числа, «сполучені» комплексні числа й ін. Коші поширив теорема Штурма на комплексні корені.
У теорії чисел Коші належать: доведення теореми Ферма про багатокутні числа, одне з доведень закону взаємності, а також дослідження з теорії цілих алгебраїчних чисел, у яких він отримав ряд результатів, пізніше в загальнішій формі встановлених німецьким математиком Г. Куммером. Він перший вивчив загальне невизначене тернарне кубічне рівняння і дав теореми про невизначені тернарні квадратні рівняння і порівняння з однаковим модулем і загальним розв'язком.
Коші належать також дослідження з тригонометрії, механіки, теорії пружності, оптики, астрономії. Коші був членом Лондонського королівського товариства, Геттінгенської академії наук і майже всіх академій наук. Повне зібрання творів Коші видане Паризькою АН.